# 花花公子大廈

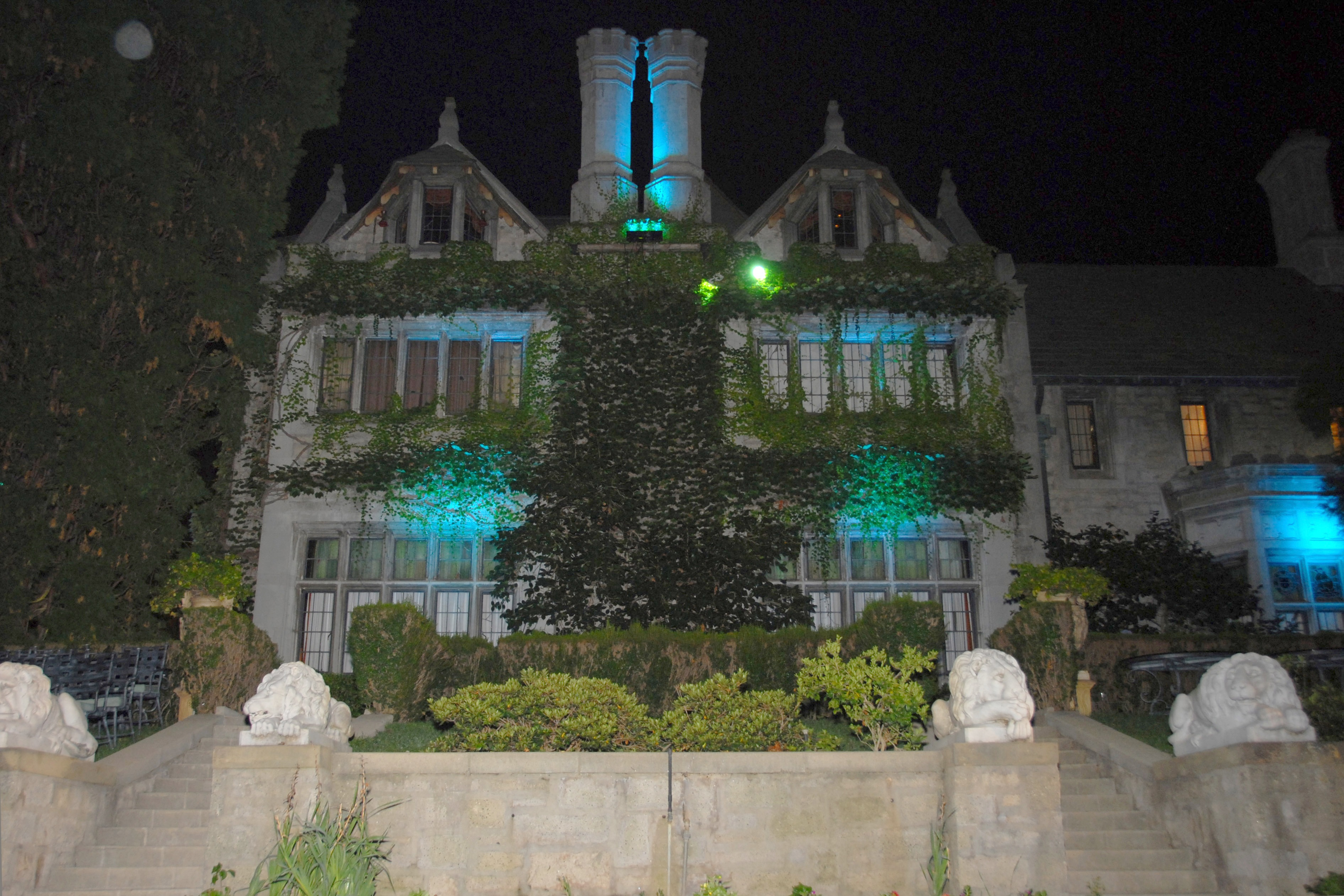
花花公子大廈

花花公子大厦（Playboy Mansion）是花花公子杂志创始人休·海夫納的故居，位于加利福尼亚州洛杉矶，是一座哥德復興式建築。该建筑于1927年建成 。休·海夫納从1971年起在此定居，直到2017年去世為止。 